# Naturschutzgebiet Ruhrtal bei Wehrstapel
Das Naturschutzgebiet Ruhrtal bei Wehrstapel mit einer Flächengröße von 18,18 ha liegt nordöstlich von Wehrstapel im Stadtgebiet von Meschede. Es wurde 2020 vom Kreistag des Hochsauerlandkreises mit dem Landschaftsplan Meschede als Naturschutzgebiet (NSG) ausgewiesen. Das heutige NSG gehörte von 1994 bis 2020 zum Landschaftsschutzgebiet Ruhrtal östlich Meschede und Talraum östlich Eversberg. Im Osten geht das NSG bis zur Stadtgrenze. Im Gebiet von Bestwig grenzt direkt das Naturschutzgebiet Bestwiger Ruhrtal an. Seit 2004 gehören Teile des heutigen NSG zu dem FFH-Gebiet Ruhr (DE 4614-303).

## Gebietsbeschreibung
Beim NSG handelt es sich um einen Abschnitt der Ruhr mit Ruhraue auf der rechten Flussseite, da die linksseitige Ruhraue überbaut wurde. In der Ruhraue findet eine intensive Grünlandnutzung statt. Der Flusslauf selbst wird als „bedingt naturnah“ eingestuft. Die Ruhr im NSG ist etwa 1 m tief in den Auenlehm eingetieft. An der Ruhr ist meist noch eine alte Sohl- und Uferbefestigung erkennbar. Es sind naturnahe Strukturelemente wie bachbegleitende Gehölze, Hochstaudenfluren, Flussschotter und eine unterschiedliche Strömungsgeschwindigkeiten an der Ruhr vorhanden. Im Norden wird die Aue und das NSG durch Ober- und Untergraben einer Mitte des 20. Jahrhunderts errichteten Wasserkraftanlage begrenzt. Wegen der Stromerzeugung entzieht die Wasserkraftanlage der Ruhr erhebliche Wassermengen. Der Obergraben ist so naturnah gestaltet, dass er fließgewässertypische Habitatstrukturen aufweist. Nördlich der Wasserkraftanlage wurden bis zum nördlichen Talrandweg kleinere, relativ extensiv und teilweise mit Obstbäumen bestandene Grünlandflächen in das NSG einbezogen. Hier mündet auch der von Eversberg kommende Bach Luchtmücke in den Untergraben.

## Schutzzweck
Zum Schutzzweck des NSG führt der Landschaftsplan auf: „Schutz und (über das Extensivierungsgebot unter 2.1, Entwicklungsmaßnahme b)) langfristige Optimierung eines größeren Teils der Ruhraue, die durch das Siedlungsband im gesamten Tal flächenmäßig bedrängt ist; Erhaltung des bedingt naturnahen Ruhrlaufs und der - seine Habitatfunktionen ergänzenden - Mühlengräben; Vervollständigung des Biotopmosaiks zwischen ursprünglicher Aue und nördlichem Unterhang um kleinere Grünlandflächen, die auch das taltypische Landschaftsbild in Ruhrtalradweg-Nähe bereichern; rechtliche Umsetzung der FFH-Gebietsmeldung DE 4614-303 „Ruhr“ und Präzisierung der diesbezüglichen allgemeinen Schutzvorschriften des § 33 BNatSchG – s. Gebot b) des NSG-Festsetzungskataloges.“